# Morris Goodman
Morris Goodman (* 12. Januar 1925 in Milwaukee, Wisconsin, Vereinigte Staaten; † 14. November 2010 in Oak Park, Michigan) war ein US-amerikanischer Immunologe und Experte auf dem Gebiet der Molekularen Evolution. Goodman forschte mehr als 50 Jahre an der Wayne State University, zuletzt als Professor für Anatomie und Zellbiologie an der School of Medicine und zugleich als Professor am Zentrum für Molekulare Medizin und Genetik. Anfang der 1960er-Jahre löste er eine über Fachkreise hinaus beachtete Debatte aus, als er nach vergleichenden Studien über den Aufbau von Proteinen diverser Primaten argumentierte, dass Schimpansen (Pan) und Gorillas (Gorilla) so eng mit den Menschen (Homo) verwandt sind, dass alle drei Gattungen nicht länger in getrennten Familien, sondern in einer gemeinsamen Familie der Hominidae zusammenzuführen seien. Die nächsten Verwandten des Menschen waren damals der Familie der Pongidae zugeordnet, der Mensch und seine unmittelbarer fossilen Vorfahren der Familie der Hominidae, der heute nicht nur diese drei Gattungen, sondern auch die Orang-Utans angehören.
In einem Nachruf wurde Goodman als Mitbegründer der Molekularen Anthropologie gewürdigt.

## Leben
Morris Goodman wuchs als Kind einer Arbeiterfamilie während der Great Depression in Milwaukee, Wisconsin, auf. Er immatrikulierte sich im Herbst 1942 an der University of Wisconsin–Madison, wurde aber bereits nach Ablauf des ersten Studienjahrs zum Militärdienst in der Eighth Air Force der United States Army Air Forces einberufen. Nach einer Ausbildung als Pilot wurde er als Navigator eines B-17-Horizontalbombers im Luftkrieg in Europa eingesetzt. 1945 wurde er aus dem Militärdienst entlassen, so dass er an die University of Wisconsin zurückkehren konnte. Er studierte insbesondere die Fächer Zoologie und Biochemie und wurde 1951 aufgrund einer Studie über die Bildung von Antikörpern bei Hühnern promoviert.
Goodman war 1991 Gründer und seitdem Chefredakteur der Fachzeitschrift Molecular Phylogenetics and Evolution. Im Mai 2010 gehörte er zu den 255 Mitgliedern der U.S. National Academy of Sciences, die in der Fachzeitschrift Science einen offenen Brief gegen sich häufende politische Angriffe von Leugnern des Klimawandels auf die Klimawissenschaftler veröffentlichten.
Morris Goodman und seine Frau Selma – seit 1946 miteinander verheiratet – hatten drei Kinder.

## Forschung
Finanziert durch ein Postdoc-Stipendium der National Institutes of Health wechselte Goodman 1951 ans California Institute of Technology, wo er die unterschiedliche Antigenspezifität des Hämoglobins aus Erythrozyten von gesunden Erwachsenen, von Föten und von Sichelzellen untersuchte. Nach einem Jahr folgte ein Forschungsaufenthalte an der University of Illinois in Chicago und danach am Detroit Institute of Cancer Research (heute: Karmanos Cancer Institute der Wayne State University), wo er im Laufe der Jahre begann, sein Interesse an immunologischen Themen mit Aspekten der Evolutionsbiologie zu verbinden.

### Immunologie und Stammesgeschichte
Dank der Unterstützung durch den Zoologen George Bernard Rabb (1930–2017) vom Brookfield Zoo erhielt Goodman beispielsweise Blutproben von zahlreichen Primaten, deren Serum-Proteine – speziell Albumine und Immunglobulin G – er miteinander vergleichen konnte. Ab 1961 publizierte er mehrere Facharbeiten zur Stammesgeschichte der Primaten.
Ein Ergebnis dieser Studien war die damals überraschende Erkenntnis, dass Schimpansen den Menschen serologisch näherstehen als den Gorillas. Erstmals stellte Goodman diesen Befund im Frühjahr 1962 während eines Vortrags in der New York Academy of Sciences vor, verbunden mit dem Vorschlag, dass Schimpansen und Gorillas nicht länger in der Familie der Pongidae neben der Familie des Menschen (den Hominidae) einzuordnen seien, sondern gemeinsam mit dem Menschen in der Familie der Hominidae. Ein Reporter der New York Times berichtete über diesen damals kühn anmutenden Vorschlag, der daraufhin auch andernorts in Wissenschaft und Öffentlichkeit großes Aufsehen erregt habe, berichtete Goodman 2004 in einem Interview. Daraufhin wurde Goodman im Juli 1962 zu einem exklusiven Symposium der Wenner-Gren Foundation for Anthropological Research auf Burg Wartenstein eingeladen, an dem u. a. die Wortführer der Synthetischen Evolutionstheorie (George G. Simpson, Theodosius Dobzhansky, Ernst Mayr), der Namensgeber des Fachgebiets Molekulare Anthropologie, Emile Zuckerkandl, und führende Paläoanthropologen (Louis Leakey, Sherwood L. Washburn, John Napier) teilnahmen. Auch ihnen stellte er seine serologischen Daten und die von ihm daraus abgeleiteten Folgen für die Kladistik dar. Im Unterschied zu seiner in New York freundlich aufgenommenen Sichtweise bekam er jedoch von den Evolutionstheoretikern keine Unterstützung für seinen Vorschlag; insbesondere Simpson wandte sich ausdrücklich gegen eine Änderung der Zuordnungen und bekräftigte seine Ablehnung 1964 – sich als „organismal biologist“ von den „molecular biologists“ abgrenzend – in einem Artikel in Science. In der Folge dauerte es noch Jahre, bis alle Menschenaffen – auch die Orang-Utans – gemeinsam mit dem Menschen in der Familie der Hominidae (eingedeutscht auch: Hominiden) zusammengefasst wurden.

### Ein Stammbaum des Hämoglobins
Neben seinen immunologischen Studien befasste sich Goodman ab Anfang der 1970er-Jahre auch mit der Sequenzierung von Proteinen, speziell des Hämoglobins von Wirbeltieren, und erneut unter dem Gesichtspunkt von Veränderungen – in diesem Fall von Aminosäuresequenzen – im Verlauf der Evolution miteinander verwandter Arten. Max Perutz hatte 1959 die Struktur des Hämoglobins aufgeklärt, und den Mitgliedern von Goodmans Arbeitsgruppe gelang es Mitte der 1970er-Jahre, den evolutiven „Stammbaum“ des Hämoglobins zu rekonstruieren. Zudem bestätigten die Daten von Goodmans Arbeitsgruppe die Interpretation von homininen Fossilien durch die Paläoanthropologen, dass der anatomisch moderne Mensch sich in Afrika entwickelt habe. Goodman sah sich aufgrund der großen Ähnlichkeit ihrer Hämoglobine überdies in seiner Forderung bestätigt, die Schimpansen und Gorillas mit dem Menschen in einer gemeinsamen Familie zusammenzuführen.
Aufgrund der Hämoglobin-Proben von zahlreichen Primaten-Arten wiesen Goodman und seine Mitarbeiter deutliche Unterschiede in der Evolutionsgeschwindigkeit bei den Hämoglobinen zwischen Meerkatzenverwandten (rasch) und den Menschenartigen (langsam; hierzu gehören die Menschenaffen und die Gibbons) nach. Diese Beobachtung wurde durch DNA-Analysen bestätigt und trug dazu bei, dass die Ganggeschwindigkeit der anfangs als gleichmäßig laufend angesehenen Molekularen Uhr für einzelne Artengruppen jeweils gesondert justiert werden musste.

### Ausweitung der GattungHomo
Die von Goodman nachgewiesene evolutive Nähe der beiden nicht-menschlichen afrikanischen Menschenaffen zum Menschen, die durch DNA-Sequenzierungen bestätigt wurde, veranlassten ihn und einige andere Wissenschaftler Ende der 1990er-Jahre schließlich, über die frühere Forderung nach Zusammenführung der Arten unter einer gemeinsamen Familie hinauszugehen. Zum einen wurde dazu aufgerufen, die biologische Systematik der Primaten anhand reproduzierbarer Daten – speziell der DNA – zu überarbeiten und die Interpretation von Fossilien nur als zusätzliches Kriterium heranzuziehen. Zum anderen wurde im Jahr 2003 gefordert, die Schimpansen in die Gattung Homo einzugliedern.

## Ehrungen
- 1996: Mitglied der American Academy of Arts and Sciences[23]
- 2002: Charles R. Darwin Lifetime Achievement Award der American Association of Physical Anthropologists[1]
- 2002: Mitglied der National Academy of Sciences[24]
- 2008: Gründung des Morris Goodman and Selma Goodman Endowed Chair in Molecular Anthropology an der School of Medicine der Wayne State University[25]

## Belege
1. 1 2 3 4  Morris Goodman, distinguished professor and groundbreaking researcher, dies. Auf: wayne.edu vom 16. November 2010.
2. ↑  Chi-hua Chiu und Derek E. Wildman: Morris Goodman (1925–2010): Founder of the field of molecular anthropology. In: Evolutionary Anthropology. Band 20, Nr. 1, 2011, S. 1–2, doi:10.1002/evan.20298.
3. ↑  Morris Goodman: A Biographical Memoir. National Academy of Sciences., 2014.
4. ↑  Morris Goodman: The effects of physical factors on the avian precipitin reaction. Diss., University of Wisconsin–Madison, 1951.
5. ↑  Peter H. Gleick et al.: Climate Change and the Integrity of Science. In: Science. Band 328, Nr. 5979, 2010, S. 689–690, doi:10.1126/science.328.5979.689.
 Offener Brief: US-Forscher tief beunruhigt über Angriffe auf Klimawissenschaftler. Auf: wissenschaft.de vom 17. Mai 2010.
6. ↑  Morris Goodman und Dan H. Campbell: Differences in Antigenic Specificity of Human Normal Adult, Fetal, and Sickle Cell Anemia Hemoglobin. In: Blood. Band 8, Nr. 5, 1953, S. 422–433, doi:10.1016/S0006-4971(20)61064-3.
7. 1 2  Kirstin N. Sterner und Derek E. Wildman: Morris Goodman (1925–2010). In: Journal of Human Evolution. Band 60, Nr. 6, 2011, S. 673–676, doi:10.1016/j.jhevol.2011.02.003.
8. ↑  Morris Goodman: Immunochemistry of the Primates and Primate Evolution. In: Annals of the New York Academy of Sciences. Band 102, Nr. 2, 1962, S. 219–234, doi:10.1111/j.1749-6632.1962.tb13641.x.
9. ↑  Morris Goodman: Serological analysis of the systematics of recent Hominoids. In: Human Biology. Band 35, Nr. 3, 1963, S. 377–436, JSTOR:41448617.
10. ↑  Interview with Morris Goodman vom 28. Juli 2004 auf dem Server des California Institute of Technology.
11. ↑  Classification and Human Evolution. Burg Wartenstein Symposium, 1962.
12. ↑  Morris Goodman: Man’s Place in the Phylogeny of the Primates as Reflected in Serum Proteins. In: Sherwood L. Washburn (Hrsg.): Classification and Human Evolution. Viking Fund Publications in Anthropology 37, Chicago 1963, S. 204–230, doi:10.4324/9781315081083.
13. ↑  George Gaylord Simpson: The Meaning of Taxonomic Statements. In: Sherwood L. Washburn (Hrsg.): Classification and Human Evolution. Viking Fund Publications in Anthropology, Chicago 1963, S. 1–31, doi:10.4324/9781315081083.
14. ↑  George Gaylord Simpson: Organisms and Molecules in Evolution. In: Science. Band 146, Nr. 3651, 1964, S. 1535–1538, doi:10.1126/science.146.3651.1535, Volltext (PDF).
15. ↑  Morris Goodman et al.: Molecular Evolution in the Descent of Man. In: Nature. Band 233, 1971, S. 604–613, doi:10.1038/233604a0.
16. ↑  Morris Goodman et al.: The phylogeny of human globin genes investigated by the maximum parsimony method. In: Journal of Molecular Evolution. Band 3, 1974, S. 1–48, doi:10.1007/BF01795974.
17. ↑  Morris Goodman, G. William Moore und Genji Matsuda: Darwinian evolution in the genealogy of haemoglobin. In: Nature. Band 253, 1975, S. 603–608, doi:10.1038/253603a0.
18. ↑  Morris Goodman et al.: Evidence on human origins from haemoglobins of African apes. In: Nature. Band 303, 1983, S. 546–548, doi:10.1038/303546a0.
19. ↑  Morris Goodman: Rates of molecular evolution: The hominoid slowdown. In: BioEssays. Band 3, Nr. 1, 1985, S. 9–14, doi:10.1002/bies.950030104.
20. ↑  Morris Goodman et al.: Molecular evidence on Primate phylogeny from DNA sequences. In: American Journal of Physical Anthropology. Band 94, Nr. 1, 1994, S. 3–24, doi:10.1002/ajpa.1330940103.
21. ↑  Morris Goodman et al.: Toward a phylogenetic classification of Primates based on DNA evidence complemented by fossil evidence. In: Molecular Phylogenetics and Evolution. Band 9, Nr. 3, 1998, S. 585–598, doi:10.1006/mpev.1998.0495.
22. ↑  Derek E. Wildman, Monica Uddin, Guozhen Liu, Lawrence I. Grossman und Morris Goodman: Implications of natural selection in shaping 99.4% nonsynonymous DNA identity between humans and chimpanzees: Enlarging genus Homo. In: PNAS. Band 100, Nr. 12, 2003, S. 7181–7188, doi:10.1073/pnas.1232172100.
23. ↑  American Academy of Arts and Sciences: Morris Goodman
24. ↑  Wayne State University professor elected to the National Academy of Sciences.
25. ↑  SOM celebrates new Chair in Molecular Anthropology.

| Personendaten    | Personendaten                                       |
| ---------------- | --------------------------------------------------- |
| NAME             | Goodman, Morris                                     |
| KURZBESCHREIBUNG | US-amerikanischer Immunologie und Evolutionsbiologe |
| GEBURTSDATUM     | 12. Januar 1925                                     |
| GEBURTSORT       | Milwaukee, Vereinigte Staaten                       |
| STERBEDATUM      | 14. November 2010                                   |
| STERBEORT        | Oak Park (Michigan), Vereinigte Staaten             |